# Vincenzo Grimani
Vincenzo Grimani (Mantova, 26 maggio 1655 – Napoli, 26 settembre 1710) è stato un cardinale, diplomatico e librettista italiano.

## Biografia
Nato a Mantova, Vincenzo era figlio di Antonio Grimani e di Elena Gonzaga, figlia di Ludovico Francesco Gonzaga, quarto marchese di Palazzolo. Apparteneva per parte di padre ad una delle più nobili famiglie veneziane, mentre da parte di madre discendeva dai duchi di Mantova.

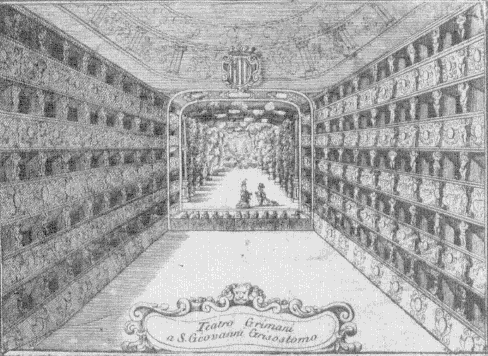
Teatro di San Giovanni Grisostomo nel XVIII secolo.

Nel 1678 con il fratello maggiore Giovanni Carlo fondò il nuovo teatro San Giovanni Grisostomo, che risultò fra i più importanti d'Europa. In questo modo continuava la tradizione familiare dei Grimani di Santa Maria Formosa, che già da tempo avevano dimostrato grande interesse per il teatro: il padre e lo zio di Vincenzo inaugurarono il teatro dei santi Giovanni e Paolo e nel 1639 e nel 1656 quello di San Samuele.

### Morte
Morì improvvisamente a Napoli per un'infezione alla vescica, a soli cinquantacinque anni. In punto di morte Vincenzo Grimani, assistito dal cardinale Francesco Pignatelli, inviò una missiva al papa per chiedergli perdono; il papa rispose con freddezza, chiedendo un riconoscimento pubblico degli errori commessi dal cardinale. La lettera comunque arrivò a destinazione dopo che il Grimani era già trapassato. I funerali furono svolti nella chiesa di San Giovanni Maggiore il 29 settembre 1710.
Il cardinale venne provvisoriamente sepolto nella chiesa del Carmine a Napoli, per poi essere trasportato e sepolto nella chiesa di San Francesco della Vigna a Venezia, come da sue ultime volontà.